# Lega Nazionale A 1998-1999 (calcio femminile)
La Lega Nazionale A 1998-1999, campionato svizzero femminile di prima serie, si concluse con la vittoria dello Schwerzenbach.

## Classifica
|  | Pos. | Squadra          | Pt | G  | V  | N | P  | GF | GS | DR  |
|  | ---- | ---------------- | -- | -- | -- | - | -- | -- | -- | --- |
|  | 1.   | Schwerzenbach    | 42 | 18 | 13 | 3 | 2  | 47 | 15 | +32 |
|  | 2.   | Berna            | 41 | 18 | 12 | 5 | 1  | 62 | 17 | +45 |
|  | 3.   | Sursee           | 31 | 18 | 9  | 4 | 5  | 44 | 19 | +25 |
|  | 4.   | Rapid Lugano     | 30 | 18 | 9  | 3 | 6  | 48 | 38 | +10 |
|  | 5.   | Seebach          | 29 | 18 | 9  | 2 | 7  | 39 | 29 | +10 |
|  | 6.   | Bad Ragaz        | 20 | 18 | 5  | 5 | 8  | 30 | 42 | -12 |
|  | 7.   | Malters          | 19 | 18 | 6  | 2 | 10 | 36 | 49 | -13 |
|  | 8.   | Giubiasco        | 17 | 18 | 5  | 2 | 11 | 15 | 54 | -39 |
|  | 9.   | Rot-Schwarz Thun | 13 | 18 | 3  | 4 | 11 | 17 | 32 | -15 |
|  | 10.  | Yverdon          | 11 | 18 | 3  | 2 | 13 | 17 | 63 | -46 |

Legenda:

      Campione di Svizzera.
      Relegata in Lega Nazionale B.
Note:

Tre punti a vittoria, uno a pareggio, zero a sconfitta.